# Села, Лхаса де
Лхаса де Села (англ. Lhasa de Sela), более известная как Лхаса (англ. Lhasa; 27 сентября 1972 года, округ Алстер, Нью-Йорк, США — 1 января 2010 года, Монреаль, Квебек, Канада) — американская певица и автор песен. Пела на трёх языках — испанском, английском и французском.

## Биография
Лхаса родилась в местечке англ. Big Indian, в округе Алстер, штат Нью-Йорк, её родители — мексиканец, учитель испанского языка, Алехандро Де Села, и американка, фотограф и актриса Александра Карам. Как рассказывала Лхаса, ей не давали имя до пяти месяцев; её мать читала книгу о Тибете и слово Лхаса привлекло её внимание как подходящее имя для ребёнка. Своё детство провела в поездках по Мексике и США, получив домашнее образование усилиями своей матери. Впоследствии провела большую часть своей жизни в Канаде и Франции.
Начала петь в возрасте 13 лет в ресторане в Сан-Франциско. В возрасте 19 лет переехала в Монреаль и в течение пяти лет пела в барах, в результате собрав материал, ставший основой для её первого диска, La Llorona, вышедшего в 1997 году и состоявшего исключительно из песен на испанском языке.
Лхаса умерла в ночь с 31 декабря 2009-го на 1 января 2010 года, после 21 месяца борьбы с раком молочной железы, в возрасте 37 лет, в своём доме в Монреале.

## Дискография
- 1997 — La Llorona (Audiogram/Atlantic)
- 2003 — The Living Road (Audiogram/Nettwerk)
- 2009 — Lhasa

## Фильмография
- 1997 — El Desierto
- 2005 — Con toda palabra
- 2009 — Rising